# Sentinel-9
Sentinel-9 ou CRISTAL (acronyme de Copernicus polaR Ice and Snow Topography ALtimeter) est un satellite d'observation de la Terre de l'Agence spatiale européenne développé dans le cadre du programme Copernicus de l'Union Européenne. CRISTAL dispose d'un altimètre radar bi-fréquences et d'un radiomètre micro-ondes qui doit mesurer et surveiller l'épaisseur de la glace et l'épaisseur de la neige qui la recouvre. Le satellite doit également mesurer et surveiller les changements d'épaisseur des calottes glaciaires et des glaciers de l'ensemble de la planète. Les mesures de l'épaisseur de la glace seront utilisées pour les opérations maritimes dans les mers polaires et pour planifier à plus long terme les activités dans les régions polaires. Dans la mesure où les changements saisonniers affectant la glace des mers sont particulièrement sensibles aux changements climatiques, cette mission doit permettre d'améliorer notre compréhension des processus de changement climatique. Ce satellite doit être placé sur une orbite héliosynchrone vers 2027.  

## Historique
La mission CRISTAL fait partie de la deuxième génération de satellites Sentinel du programme Copernicus de l'Union Européenne dont la phase de spécifications a commencé au début des années 2020 pour répondre à la fois à des besoins non satisfaits par les satellites déjà déployés ou en cours de déploiement et pour accroitre les capacités du segment spatial du programme. Le développement du satellite est co-financé par l'Union Européenne et l'Agence spatiale européenne maitre d’œuvre du segment spatial. CRISTAL doit prendre la suite du satellite européen CryoSat-2 en fournissant des mesures plus précises. Le développement du satellite a été confié fin septembre 2020, dans le cadre d'un contrat de 300 millions €, à l'établissement allemand d'Airbus Defence and Space. L'instrumentation est développée par l'établissement français de Thales Alenia Space pour un montant de 88 millions €. Le lancement définitif du projet doit être confirmé courant 2021,.

## Caractéristiques techniques
Le satellite CRISTAL a une masse de 1,7 tonne. Il comprend six panneaux solaires fixes et deux panneaux solaires déployables d'une superficie totale de 18,6 m². Il est doté d'un espace de stockage embarqué pouvant contenir jusqu'à 4 TBits de données. Sa durée de vie prévue est de 7,5 ans. La conception robuste et éprouvée du satellite s'appuie sur la mission de topographie océanique Sentinel-6 et sur la mission opérationnelle en cours CryoSat-2.

### Instrumentation
L'instrument principal du satellite CRISTAL est l'altimètre radar IRIS (Interferometric Radar ALtimeter for Ice and Snow) bi-fréquences fonctionnant dans les bandes Ku et Ka. Il dérive de l'instrument SIRAL-2 fonctionnant en bande Ku installé à bord du satellite européen CryoSat-2. Grâce à l'emploi d'une deuxième fréquence, sa précision est fortement améliorée. Un radiomètre micro-ondes passif fournira la quantité de vapeur d'eau présente dans l'atmosphère. La position du satellite sera connue avec précision grâce à des récepteurs GPS/GALILEO multi-canaux et un rétroréflecteur laser,,.

## Déroulement de la mission
Le satellite CRISTAL doit être placé sur une orbite héliosynchrone vers 2027,, à une altitude d'environ 699 km.